# Francisco Alcántara Jurado
Francisco Alcántara Jurado (Pedro Abad, Còrdova, Andalusia, 27 de març de 1854 - Madrid, 9 de març de 1930) va ser un humanista, pedagog, crític d'art i ceramista espanyol, inicialment relacionat amb la Institució Lliure d'Ensenyament i el krausisme. El seu amor a la terrisseria i els processos ceràmics es van veure premiats amb la fundació a Madrid, gairebé a la fi de la seva vida, de l'Escola de Ceràmica que porta el seu nom.

## Biografia
Nascut en el si d'una família acomodada, en la seva joventut va ingressar a l'Escola Provincial de Belles Arts de Còrdova, on va coincidir amb altres futurs artistes com Muñoz Lucena o els germans Rafael i Julio Romero de Torres, el pare, el pare del qual, Rafael Romero Barros, n'era el director.
Més tard, ja a Madrid, es va llicenciar en Dret i en Filosofia i Lletres, integrant-se en el cercle de seguidors de Francisco Giner de los Ríos i les activitats de la Institució Lliure d'Ensenyament. D'aquest període és la seva amistat amb José Ortega Munilla (el fill, José Ortega y Gasset, es va referir després a Alcántara com a «el meu mestre»).
El 1882, compromès amb la causa regeneracionista, va participar en el Primer Congrés Nacional de Pedagogia. Va ser professor de l'Escola d'Arts i Oficis Artístics de Madrid i va participar com a jurat en les Exposicions Nacionals de 1892, 1897 i 1899 i com a secretari en la de 1895.
Sent ministre d'Instrucció Pública seu paisà Juliol Burell, Alcántara aconseguiria un dels seus projectes favorits: la creació al Madrid de 1911 de les escoles de Ceràmica i d'Arts Gràfiques. En els següents anys va compartir el càrrec de cap de Protocol de l'Ajuntament de Madrid amb el de director de l'Escola de Ceràmica, que el 1928 va traspassar al seu fill Jacinto Alcántara.
Al llarg de la seva vida va col·laborar com a crític d'art en diaris i revistes com El Globo, Nuevo Mundo, Blanco y Negro, El Imparcial, El Sol, La Esfera, La Justicia o La Revista de España, sovint amb els pseudònims de Expladián i de Estudiante Españoleto.
El 15 de desembre de 1927, ja a la fi de la seva vida, l'ajuntament de Pedro Abad el va nomenar Fill Predilecte de la Vila, i li va dedicar un carrer i una làpida a la seva casa natal. Va morir dos anys i mig després, als 75 anys.